# Шахматы: энциклопедический словарь
Шахматы. Энциклопедический словарь (укр. Шахи. Енциклопедичний словник) — радянська російськомовна шахова енциклопедія, що вийшла у видавництві «Радянська енциклопедія» 1990 року. Головний редактор енциклопедії: Анатолій Карпов.
Найповніша радянська та одна з найповніших у світі шахова енциклопедія — містить понад 2800 статей і 354 таблиці. Наклад: 100 000 примірників.